# Gabriella Szabó (Tischtennisspielerin)
Gabriella Szabó [ˈɡɒbriɛlːɒ ˈsɒboː] (* 13. Dezember 1959) ist eine ehemalige ungarische Tischtennisspielerin. In den 1970er und 1980er Jahren erzielte sie nationale und internationale Erfolge.

## Nationale Erfolge
Szabó spielte im Verein Statisztika Petőfi SC, mit dem sie von 1973 bis 1984 ununterbrochen 12-mal ungarischer Mannschaftsmeister wurde. Die ungarischen Meisterschaften gewann sie 1976 im Damendoppel (mit Judit Magos) sowie im Mixed 1977 und 1978 mit Tibor Klampár und 1982 mit István Jónyer. Auch siegte sie 1982 im Ranglistenturnier TOP10.

## Internationale Erfolge
Viermal nahm Szabó an Europameisterschaften der Jugend teil. 1974 gewann sie dabei in Göppingen den Einzeltitel. Im Mixed holte sie 1975 mit Janos Molnar den Titel und belegte 1974 und 1977 Platz 2. Mit der ungarischen Mannschaft siegte sie 1977.
Zwischen 1976 und 1984 war sie bei allen fünf Europameisterschaften dabei. Die größten Erfolge erzielte sie dabei mit dem ungarischen Damenteam, das 1978 und 1982 den Titel gewann und 1980 bis ins Endspiel vordrang. 1978 belegte sie zudem Platz 2 im Doppel und im Mixed. Bei den Europe TOP-12 siegte sie 1979, 1980 wurde sie Dritte.
Die Teilnahme an den Weltmeisterschaften 1977, 1979 und 1983 brachte keine vorderen Ränge, lediglich 1979 kam sie im Einzel, Doppel und Mixed unter die letzten Acht.

## Privat
Szabó war seit 1979 verheiratet mit dem Tischtennis-Nationalspieler und ungarischen Meister von 1966 Sándor Harangi. 1985 ging sie die zweite Ehe ein mit dem Ringer Ferenc Kocsis.

## Turnierergebnisse
| Verband | Veranstaltung                         | Jahr | Ort          | Land | Einzel        | Doppel        | Mixed         | Team |
| ------- | ------------------------------------- | ---- | ------------ | ---- | ------------- | ------------- | ------------- | ---- |
| HUN     | Europameisterschaft                   | 1984 | Moskau       | URS  | Halbfinale    | Halbfinale    |               |      |
| HUN     | Europameisterschaft                   | 1982 | Budapest     | HUN  | letzte 16     | Halbfinale    |               | 1    |
| HUN     | Europameisterschaft                   | 1980 | Bern         | SUI  | Viertelfinale |               | Halbfinale    | 2    |
| HUN     | Europameisterschaft                   | 1978 | Duisburg     | FRG  | Halbfinale    | Silber        | Silber        | 1    |
| HUN     | Europameisterschaft                   | 1976 | Prag         | TCH  | letzte 16     |               |               |      |
| HUN     | Jugend-Europameisterschaft (Kadetten) | 1974 | Göppingen    | FRG  | Gold          |               |               |      |
| HUN     | Jugend-Europameisterschaft (Junioren) | 1977 | Vichy        | FRA  |               |               | Silber        | 1    |
| HUN     | Jugend-Europameisterschaft (Junioren) | 1976 | Mödling      | AUT  | Halbfinale    |               |               |      |
| HUN     | Jugend-Europameisterschaft (Junioren) | 1975 | Zagreb       | YUG  |               |               | Gold          |      |
| HUN     | Jugend-Europameisterschaft (Junioren) | 1974 | Göppingen    | FRG  |               |               | Silber        |      |
| HUN     | EURO-TOP12                            | 1985 | Barcelona    | ESP  | 12            |               |               |      |
| HUN     | EURO-TOP12                            | 1984 | Bratislava   | TCH  | 9             |               |               |      |
| HUN     | EURO-TOP12                            | 1983 | Cleveland    | ENG  | 6             |               |               |      |
| HUN     | EURO-TOP12                            | 1982 | Nantes       | FRA  | 11            |               |               |      |
| HUN     | EURO-TOP12                            | 1980 | München      | FRG  | 3             |               |               |      |
| HUN     | EURO-TOP12                            | 1979 | Kristianstad | SWE  | 1             |               |               |      |
| HUN     | EURO-TOP12                            | 1978 | Prag         | TCH  | 5             |               |               |      |
| HUN     | EURO-TOP12                            | 1977 | Sarajevo     | YUG  | 10            |               |               |      |
| HUN     | Weltmeisterschaft                     | 1983 | Tokio        | JPN  | letzte 32     | letzte 16     | letzte 16     | 9    |
| HUN     | Weltmeisterschaft                     | 1979 | Pjöngjang    | PRK  | Viertelfinale | Viertelfinale | Viertelfinale | 5    |
| HUN     | Weltmeisterschaft                     | 1977 | Birmingham   | ENG  | letzte 16     | letzte 32     | letzte 64     | 5    |